# گمینا کامیننا گورا
گمینا کامیننا گورا (به لهستانی:  Gmina Kamienna Góra) یک گمینا در لهستان است که در شهرستان کامیننا گورا واقع شده‌است. گمینا کامیننا گورا ۱۵۸٫۱ کیلومتر مربع مساحت و ۸٬۶۹۸ نفر جمعیت دارد.